# Prst (drama)
Prst je gledališka igra slovenskega pisatelja Miha Mazzinija. V knjižni izdaji je izšla leta 2012.

## Uprizoritve
- Premiera: Vesel teater, 2011
- Druga uprizoritev: LITERARNO DRUŠTVO LIvRA VRANSKO, 2013
- Tretja uprizoritev: Študentje društva primerjalne književnosti z zunanjimi sodelavci, 2014